# 카스피주
카스피주(러시아어: Каспийская область)는 1840년부터 1846년까지 존재했던 러시아 제국의 주로 주도는 샤마흐이다. 1846년 티플리스현, 쿠타이시현, 샤마흐현, 데르벤트현에 편입되었다.